# Compañía Francesa de las Indias Orientales
La Compañía Francesa de las Indias Orientales o Compañía Francesa para el comercio de las Indias orientales (del francés: La compagnie française des Indes Orientales o Compagnie française pour le commerce des Indes Orientales) fue una empresa comercial, fundada por las cartas de patentes del 27 de agosto de 1664, cuyo objeto era «navegar y negociar en la zona que abarca desde el cabo de Buena Esperanza, los mares orientales y en casi toda la India», con monopolio del comercio por un periodo de cincuenta años. Su creación tenía como objetivo competir con la Compañía Británica de las Indias Orientales y la Compañía Neerlandesa de las Indias Orientales.

## Historia

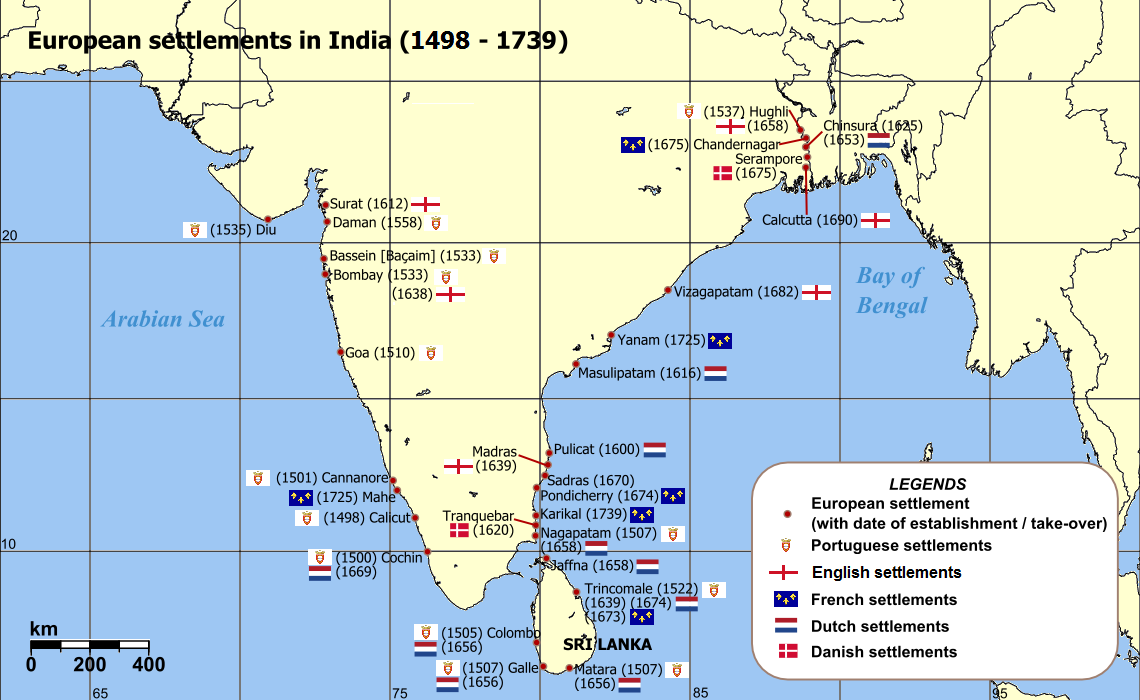
Colonias francesas y de otras potencias europeas en la India.

Planeada por Jean Baptiste Colbert, se creó por una declaración real de Luis XIV, fue registrada por el Parlamento de París y completada por estatutos que la hacen una manufactura real con todos los privilegios asociados, en particular exención de impuestos, monopolio exclusivo del comercio en el hemisferio oriental (al cual se añaden en el siglo XVIII, las costas occidentales de África (Senegal o Guinea), garantizada con el aval del tesoro real, poder de nombrar embajadores, de declarar la guerra y de acordar tratados. Está dotada con un capital inicial de 8,8 millones de libras y de una divisa: «Florebo quocumque ferar», («Floreceré allí donde me llevaren»).
La Compañía se va a establecer objetivos más extensos que los que sugiere su nombre y que son de tres órdenes: el comercio, obviamente, y la lucha contra los productos ingleses y holandeses; la política, contribuyendo al desarrollo de una marina nacional y afirmando la presencia francesa sobre los mares; la cultura y la religión: propagando la civilización francesa y evangelizando a los paganos.
El primer director general de la compañía fue François Caron, quien había estado 30 años trabajando en la Compañía Neerlandesa de las Indias Orientales, inclusive 20 años en Japón.
Tras fracasar en la creación de una colonia en la isla de Madagascar Fuerte Delfín (Fort-Dauphin), consigue, sin embargo, crear puertos en la isla de Borbón o Bourbon (Isla de la Reunión) y la Île-De-France (Isla Mauricio), dos islas vecinas. Para 1719 se había establecido en la India pero estaba cerca de la bancarrota. El mismo año, a bordo del Faillite, John Law la fusiona con otras compañías de comercio francesas para formar la Compañía Perpetua de las Indias (en francés: Compagnie perpétuelle des Indes). Sin embargo, vuelve a hacerse independiente en 1723.

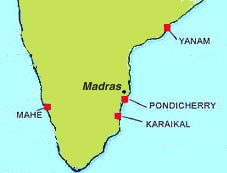
Principales puestos comerciales de la Compañía francesa de las Indias Orientales en el sur de la India.

Con el declive del Imperio mogol, los franceses decidieron intervenir en los asuntos políticos de la India para su propio beneficio, en particular, forjando alianzas con los gobernadores locales en el sur de la India. En 1741, Joseph François Dupleix, que recibirá el título de nawab en 1750 por el emperador mogol, efectúa una política agresiva contra los ingleses y los nativos. A pesar de varias derrotas infligidas por el inglés Robert Clive, la estrategia de Dupleix muestra sus frutos y los ingleses reanudarán pronto una política favorable. En efecto, en 1753, las ventas de la Compañía son casi equivalentes a la de la Compañía inglesa de las Indias Orientales. Sin embargo, los accionistas franceses no apoyarán en adelante esta desviación del sentido comercial de la Compañía y se destituye a Dupleix en 1754.
En 1763, en consecuencia del Tratado de París, Francia pierde su primer imperio colonial, en particular sus territorios de Deccan en la India. Solo permanecen en la India los cinco territorios coloniales de Pondicherry, Karaikal, Yanam , Mahé y Chandernagore, que conservará bajo la forma establecimientos hasta 1949. En adelante, la influencia de la Compañía declinó paulatinamente, no siendo capaz de mantenerse económicamente, y fue liquidada en 1769.
La Compañía era considerada en su tiempo como una inversión sólida y segura. Voltaire tenía en esta parte de sus ahorros, sin conocer necesariamente los detalles de las operaciones que llevaba a cabo.

## Economía

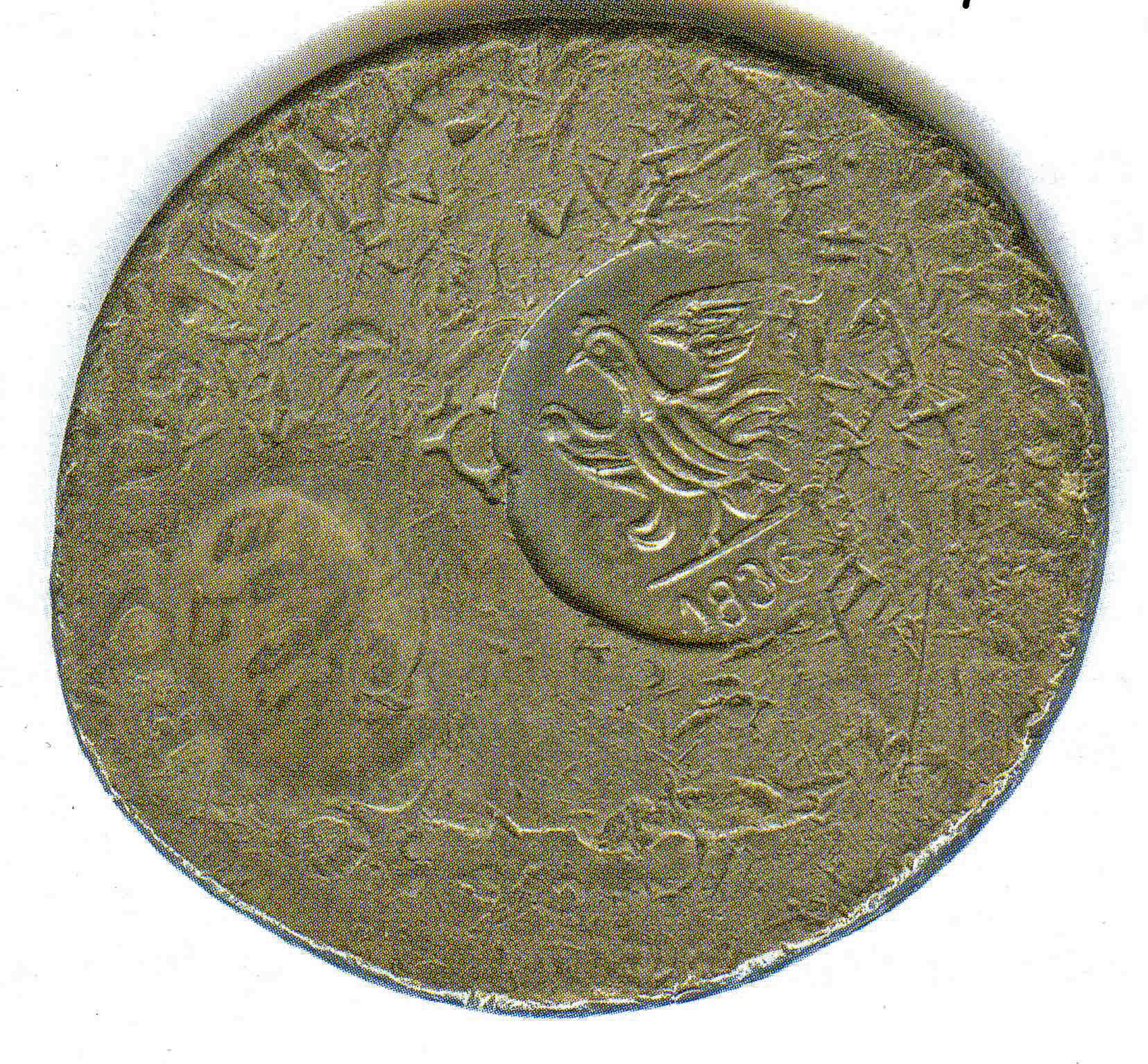
Moneda con resello utilizada en las colonias francesas orientales.

Con el objetivo de solucionar la gran escasez de monedas existente en las economías de las diferentes colonias francesas durante el reinado de Luis XVI, se permitió la utilización de monedas francesas, españolas y austriacas. Para garantizar su circulación se estampó sobre cada una de ellas una marca que contenía una corona con fecha. Esta curiosa práctica también se realizó más tarde en Pondicherry, cuando para revalorizar todas las monedas extranjeras que había en circulación se contramarcó un gallo con la fecha de acuñación.

## Archivos
- Compagnie des Indes orientales de Saint-Malo (1711 à 1793) > Fonds Magon de la Balue, Archives départementales d'Ille-et-Vilaine|Archives I&V, fondos 11 J, (3,40 ml) (suite de 1 F 1897 à 1924; voir aussi 39 J 1 à 39 J 9).